# La Vendue-Mignot
La Vendue-Mignot és un municipi francès situat al departament de l'Aube i a la regió del Gran Est. L'any 2007 tenia 234 habitants.

## Demografia

### Població
El 2007 la població de fet de La Vendue-Mignot era de 234 persones. Hi havia 98 famílies de les quals 16 eren unipersonals (12 homes vivint sols i 4 dones vivint soles), 35 parelles sense fills, 35 parelles amb fills i 12 famílies monoparentals amb fills.
La població ha evolucionat segons el següent gràfic:
Habitants censats

### Habitatges
El 2007 hi havia 103 habitatges, 96 eren l'habitatge principal de la família, 1 era una segona residència i 5 estaven desocupats. Tots els 103 habitatges eren cases. Dels 96 habitatges principals, 89 estaven ocupats pels seus propietaris, 5 estaven llogats i ocupats pels llogaters i 3 estaven cedits a títol gratuït; 5 tenien dues cambres, 5 en tenien tres, 21 en tenien quatre i 66 en tenien cinc o més. 70 habitatges disposaven pel capbaix d'una plaça de pàrquing. A 32 habitatges hi havia un automòbil i a 62 n'hi havia dos o més.

### Piràmide de població
La piràmide de població per edats i sexe el 2009 era:
| Homes | Edats   | Dones |
| ----- | ------- | ----- |
| 0     | 95 o +  | 0     |
| 0     | 90 a 94 | 0     |
| 4     | 85 a 89 | 0     |
| 0     | 80 a 84 | 0     |
| 0     | 75 a 79 | 0     |
| 4     | 70 a 74 | 0     |
| 0     | 65 a 69 | 12    |
| 4     | 60 a 64 | 8     |
| 16    | 55 a 59 | 8     |
| 4     | 50 a 54 | 0     |
| 16    | 45 a 49 | 12    |
| 24    | 40 a 44 | 16    |
| 4     | 35 a 39 | 12    |
| 4     | 30 a 34 | 16    |
| 0     | 25 a 29 | 0     |
| 0     | 20 a 24 | 16    |
| 8     | 15 a 19 | 0     |
| 12    | 10 a 14 | 4     |
| 12    | 5 a 9   | 24    |
| 0     | 0 a 4   | 16    |

## Economia
El 2007 la població en edat de treballar era de 176 persones, 124 eren actives i 52 eren inactives. De les 124 persones actives 114 estaven ocupades (57 homes i 57 dones) i 10 estaven aturades (8 homes i 2 dones). De les 52 persones inactives 21 estaven jubilades, 19 estaven estudiant i 12 estaven classificades com a «altres inactius».

### Ingressos
El 2009 a La Vendue-Mignot hi havia 97 unitats fiscals que integraven 250 persones, la mediana anual d'ingressos fiscals per persona era de 23.371,5 €.

### Activitats econòmiques
Dels 3 establiments que hi havia el 2007, 1 era d'una empresa de fabricació d'altres productes industrials i 2 d'empreses de construcció.
Dels 2 establiments de servei als particulars que hi havia el 2009, 1 era un paleta i 1 guixaire pintor.

## Poblacions més properes
El següent diagrama mostra les poblacions més properes.